# Tipsligan 2008
Tipsligan 2008 var Finlands högsta division i fotboll säsongen 2008. Serien spelades mellan april och oktober 2008 och vanns av FC Inter från Åbo, som därmed korades till finländska mästare för första gången.

## Spelplatser
| Klubb                        | Ort          | Hemmaarena                             | Kapacitet | Huvudtränare      |
| ---------------------------- | ------------ | -------------------------------------- | --------- | ----------------- |
| FC Haka                      | Valkeakoski  | Tehtaan kenttä                         | 3 516     | Olli Huttunen     |
| HJK Helsingfors              | Helsingfors  | Finnair Stadium (Tölö fotbollsstadion) | 10 770    | Antti Muurinen    |
| FC Honka                     | Esbo         | Hagalunds idrottspark                  | 4 500     | Mika Lehkosuo     |
| FC Inter                     | Åbo          | Veritas Stadion                        | 9 372     | Job Dragtsma      |
| FF Jaro                      | Jakobstad    | Jakobstads centralplan                 | 5 000     | Mika Laurikainen  |
| FC KooTeePee                 | Kotka        | Arto Tolsa Areena                      | 4 780     | Tommi Kautonen    |
| Kuopion Palloseura (KuPS)    | Kuopio       | Magnum Areena (Kuopio centralplan)     | 3 500     | Kai Nyyssönen     |
| FC Lahti                     | Lahtis       | Lahtis stadion                         | 14 465    | Ilkka Mäkelä      |
| IFK Mariehamn                | Mariehamn    | Wiklöf Holding Arena                   | 1 600     | Pekka Lyyski      |
| Myllykosken Pallo -47 (MyPa) | Anjalankoski | Saviniemen jalkapallostadion           | 4 167     | Janne Lindberg    |
| Rovaniemen Palloseura (RoPS) | Rovaniemi    | Rovaniemen keskuskenttä                | 3 400     | Valeri Bondarenko |
| Tampere United (TamU)        | Tammerfors   | Ratina Stadion                         | 17 000    | Ari Hjelm         |
| Turun Palloseura (TPS)       | Åbo          | Veritas Stadion                        | 9 372     | John Allen        |
| Vaasan Palloseura (VPS)      | Vasa         | Sandvikens fotbollsstadion             | 4 600     | Tomi Kärkkäinen   |

## Tabell
| Nr | Lag                        | S  | V  | O  | F  | GM | IM | MS  | P  |
| -- | -------------------------- | -- | -- | -- | -- | -- | -- | --- | -- |
| 1  | Inter Åbo                  | 26 | 15 | 9  | 2  | 46 | 12 | +34 | 54 |
| 2  | Honka                      | 26 | 15 | 5  | 6  | 46 | 23 | +23 | 50 |
| 3  | Lahti                      | 26 | 15 | 3  | 8  | 44 | 24 | +20 | 48 |
| 4  | HJK Helsingfors            | 26 | 14 | 5  | 7  | 47 | 29 | +18 | 47 |
| 5  | Myllykosken Pallo          | 26 | 11 | 9  | 6  | 33 | 21 | +12 | 42 |
| 6  | Turun Palloseura           | 26 | 12 | 6  | 8  | 45 | 36 | +9  | 42 |
| 7  | Tampere United             | 26 | 9  | 9  | 8  | 41 | 34 | +7  | 36 |
| 8  | Haka                       | 26 | 10 | 5  | 11 | 31 | 37 | −6  | 35 |
| 9  | Jaro                       | 26 | 10 | 5  | 11 | 36 | 47 | −11 | 35 |
| 10 | Rovaniemen Palloseura      | 26 | 8  | 6  | 12 | 31 | 34 | −3  | 30 |
| 11 | Vaasan Palloseura          | 26 | 6  | 11 | 9  | 18 | 29 | −11 | 29 |
| 12 | IFK Mariehamn              | 26 | 7  | 5  | 14 | 24 | 40 | −16 | 26 |
| 13 | Kuopion Palloseura         | 26 | 4  | 7  | 15 | 26 | 56 | −30 | 19 |
| 14 | Kotkan Työväen Palloilijat | 26 | 1  | 5  | 20 | 14 | 57 | −43 | 8  |

|  |                                                                      |
|  | Finska mästare och kvalificerade för Champions League (kvalomgång 1) |
|  | Kvalificerade för Uefacupen                                          |
|  | Till nedflyttningskval mot tvåan i Ettan                             |
|  | Nedflyttad till Ettan                                                |

## Kvalspel
- FC Viikingit - KuPS 1-2 (Helsingfors)
- KuPS - FC Viikingit 0-0 (Kuopio)

Kuopion Palloseura (KuPS) kvalificerat för Tipsligan 2009 efter 2-1 sammanlagt.

## Skytteliga
| Målskytt          | Antal mål | Lag            |
| ----------------- | --------- | -------------- |
| Aleksandr Kokko   | 13        | FC Honka       |
| Henri Myntti      | 13        | Tampere United |
| Mikko Hyyrynen    | 11        | FF Jaro        |
| Toni Lehtinen     | 11        | FC Haka        |
| Mikko Paatelainen | 11        | TPS            |
| Rafael            | 11        | FC Lahti       |
| Jarno Parikka     | 9         | HJK            |
| Hermanni Vuorinen | 9         | FC Honka       |
| Tarmo Neemelo     | 8         | MyPa           |
| Mika Ojala        | 8         | FC Inter       |
| Paulus Roiha      | 8         | HJK            |
| Domagoj Abramović | 7         | FC Inter       |
| Jonne Hjelm       | 7         | Tampere United |
| Juho Mäkelä       | 7         | HJK            |
| Severi Paajanen   | 7         | FC Inter       |
| Ats Purje         | 7         | FC Inter       |

## Tränare 2008
- FC Haka: Olli Huttunen
- HJK: Antti Muurinen
- FC Honka: Mika Lehkosuo
- FC Inter: Job Dragtsma
- FF Jaro: Mika Laurikainen
- FC KooTeePee: Tommi Kautonen
- FC Lahti: Ilkka Mäkelä
- IFK Mariehamn: Pekka Lyyski
- KuPS: Kai Nyyssönen
- MyPa: Janne Hyppönen → Janne Lindberg
- RoPS: Valeri Bondarenko
- Tampere United: Ari Hjelm
- TPS: Martti Kuusela → John Allen
- VPS: Tomi Kärkkäinen

## Matchtröjor 2008
| Lag            | Tillverkare | Huvudsponsor(er)                   | Spelarnamn | Noteringar                       |
| -------------- | ----------- | ---------------------------------- | ---------- | -------------------------------- |
| FC Haka        | Umbro       | UPM m.fl.                          | Ja         | Vit med svart krage              |
| HJK            | Adidas      | A-lehdet, Glitnir                  | Ja         | Blåvitrandig                     |
| FC Honka       | Umbro       | Fortum, PEAB m.fl.                 | Ja         | Helsvart                         |
| FC Inter       | Nike        | Håkans                             | Ja         | Blåsvartrandig                   |
| FF Jaro        | Puma        | Outokumpu, Halpa-Halli, UPM m.fl.  | Ja         | Helröd                           |
| FC KooTeePee   | Umbro       | KYMP, Steveco m.fl.                | Ja         | Grönvitrandig                    |
| FC Lahti       | Umbro       | NCC m.fl.                          | Ja         | Svart med vita inslag            |
| IFK Mariehamn  | Puma        | Hotell Arkipelag                   | Ja         | Helvit                           |
| KuPS           | Nike        | Etera m.fl.                        | Ja         | Gul                              |
| MyPa           | Nike        | Myllykoski Paper                   | Ja         | Röd med vita ärmar och vit krage |
| RoPS           | SWS-Tuote   | Energia Polar, Wipro m.fl.         | Ja         | Blå med vita ärmar och vit krage |
| Tampere United | Puma        | Finlandia Group m.fl.              | Ja         | Helblå                           |
| TPS            | Puma        | Glitnir                            | Ja         | Svartvitrandig                   |
| VPS            | Umbro       | UPC-Print, Vaasa Engineering m.fl. | Ja         | Svartvitrandig                   |

## Publikliga
| Lag                        | Publiksnitt |
| -------------------------- | ----------- |
| HJK, Helsingfors           | 4 516       |
| TPS, Åbo                   | 4 501       |
| FC Inter, Åbo              | 4 432       |
| FC Honka, Esbo             | 3 155       |
| Tampere United, Tammerfors | 2 924       |
| FC Lahti, Lahtis           | 2 531       |
| VPS, Vasa                  | 2 263       |
| FF Jaro, Jakobstad         | 2 130       |
| KuPS, Kuopio               | 1 859       |
| RoPS, Rovaniemi            | 1 842       |
| FC KooTeePee, Kotka        | 1 773       |
| FC Haka, Valkeakoski       | 1 717       |
| IFK Mariehamn              | 1 618       |
| MyPa, Anjalankoski         | 1 573       |